# Batlik
Batlik, né à Noisy-le-Sec le 12 janvier 1977, est un auteur-compositeur-interprète français.

## Biographie
Originaire de la Seine-Saint-Denis, Batlik se met à composer en 2002 ses premiers morceaux en s'accompagnant à la guitare. Quelques mois plus tard, le jeune auteur-compositeur-interprète rencontre le multi-instrumentiste Jean Marc-Pelatan. Il commence à jouer dans les bars à Paris l'année suivante.
Le premier opus, Batlik, sort en autoproduction en 2004, sur le mode associatif.
Batlik joue pendant un an dans les bars parisiens, puis sort son second album Assis là en 2005.
Le troisième album, Juste à côté, sort en 2006 et est distribué nationalement par Musicast.
En 2007, Batlik fonde avec son manager Gilles Gelly le label À brûle pourpoint, qui rachète les droits des albums précédents.
Le quatrième album, Utilité, sort en 2007. Le batteur Sébastien Brun intègre la formation.
Sa chanson L’art de la Défaite du douzième album éponyme sorti en 2019 est nommée aux Chroniques lycéennes 2020-2021 de l'Académie Charles-Cros, (coup de cœur chanson 2020 de la même Académie, remis dans le cadre du festival Printival Boby Lapointe).

« Boosté par un dispositif d'accompagnement de l'Adami et une admiration sans bornes pour Emil Cioran, Batlik a fait sauter plusieurs cadenas : se condamner à repartir de zéro, ne plus craindre les gouffres à sauter, œuvrer dans une durée indéfinie, apprivoiser la compagnie de nouveaux musiciens, trouver une correspondance parfaite entre les mots et les sons. »

— Patrice Demailly, Libération (20 septembre 2019)
Le 13 octobre 2023, il sort  son treizième album, intitulé « Numéro 13 », faisant la synthèse de 20 années d'une carrière de création musicale originale et personnelle. 
Sur son site internet, Batlik indique mettre un terme à sa carrière de musicien en juin 2024 et ouvre un restaurant dans le 20e arrondissement de Paris.

## LabelÀ brûle pourpoint
Batlik auto-produit ses disques sur le label qu'il a créé : À brûle pourpoint. Il refusera les propositions des labels Warner et Wagram,. Le chanteur explique son choix par un besoin d'indépendance qu'il expose dans les chansons Le Nouveau Producteur et L'Indépendant.

## Style
La musique de Batlik est à mi-chemin entre le folk et la chanson française. Les textes y occupent une place prépondérante et ont bien souvent une résonance politique. Il aborde des thèmes tels que l'incarcération, les inégalités sociales, la privatisation ou le service d'action civique.